# Dianthus lusitanus
Dianthus lusitanus är en nejlikväxtart. Dianthus lusitanus ingår i släktet nejlikor, och familjen nejlikväxter.

## Underarter
Arten delas in i följande underarter:
- D. l. lusitanus
- D. l. sidi-tualii

## Bildgalleri

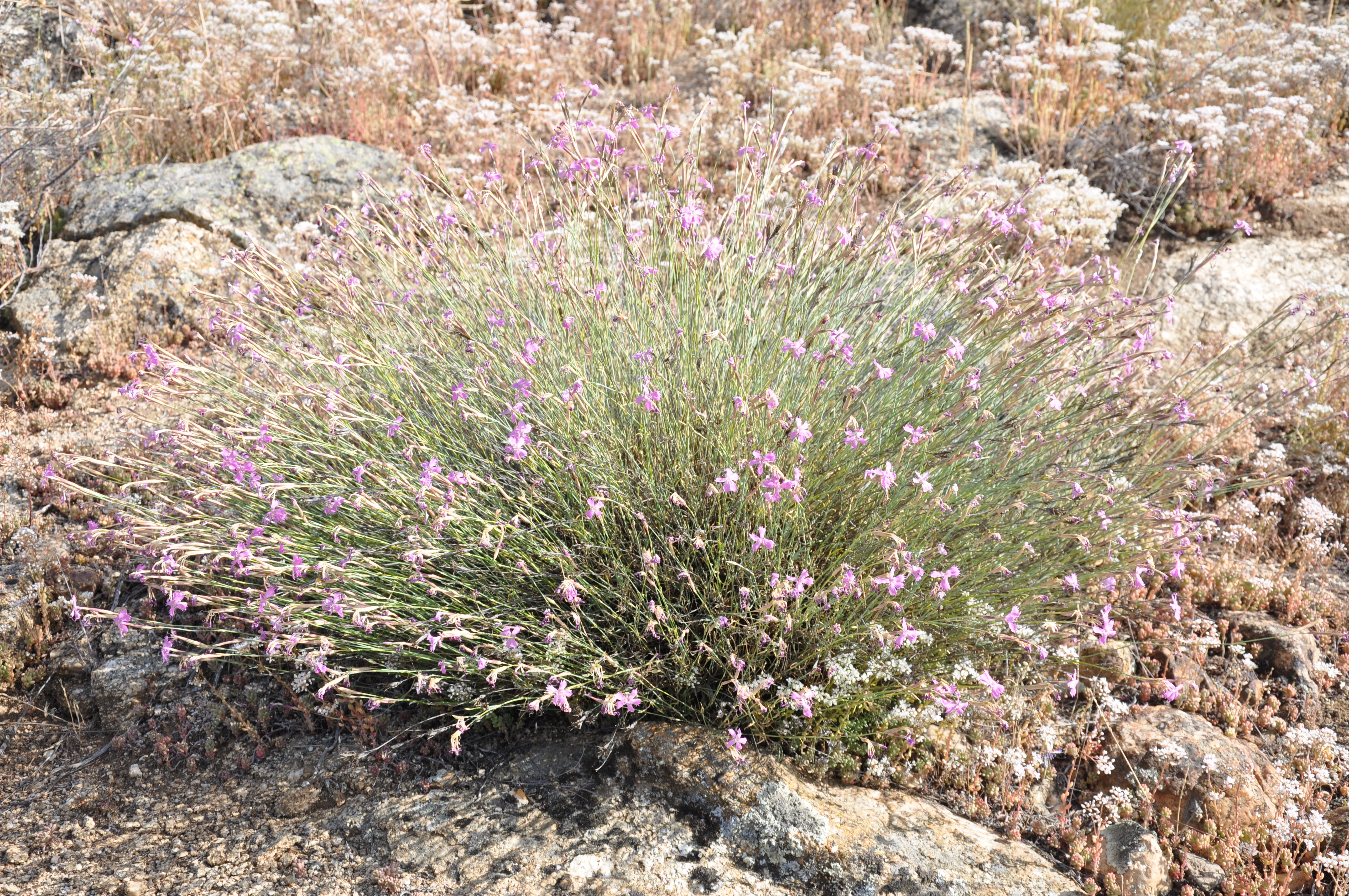
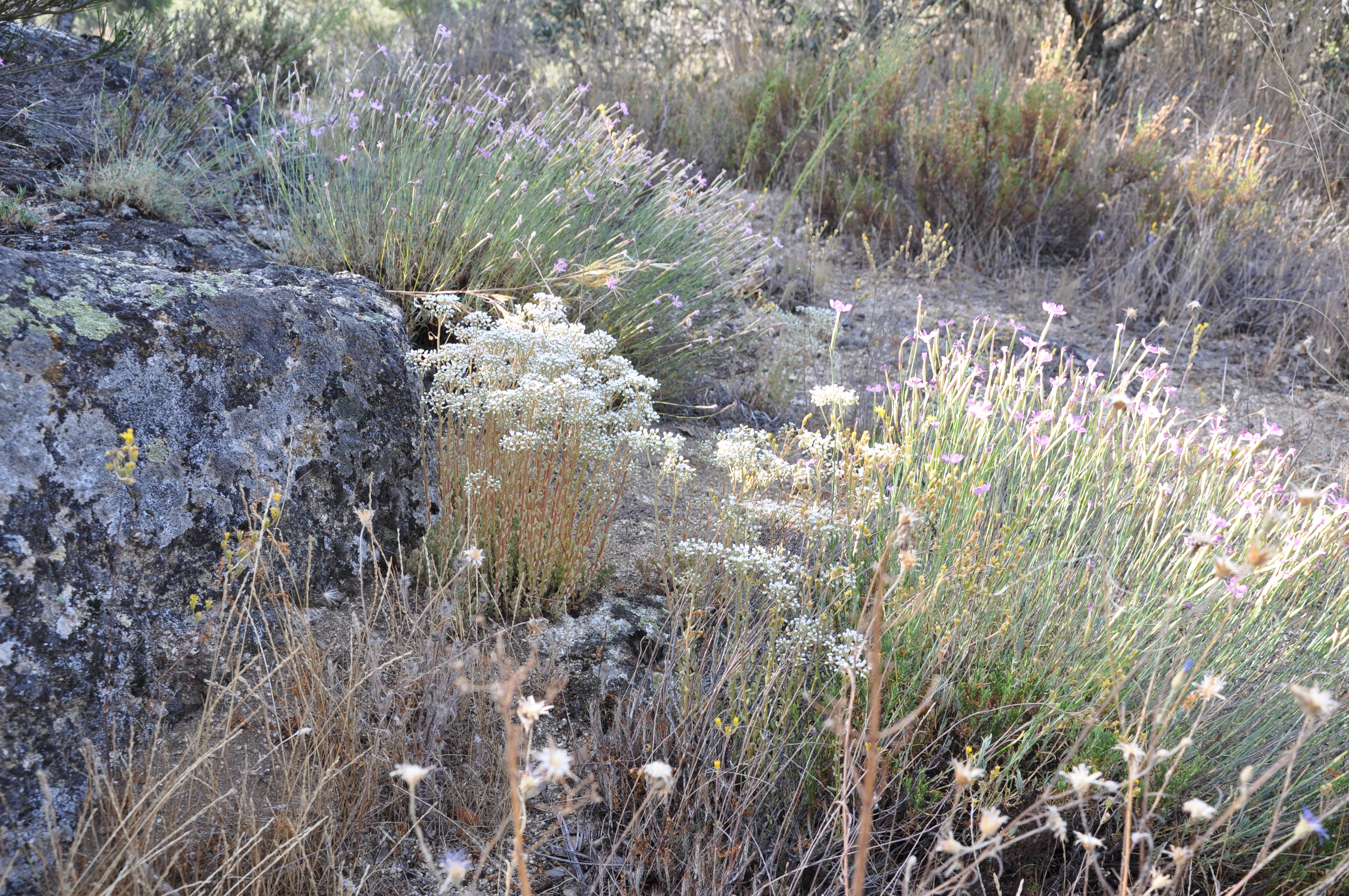
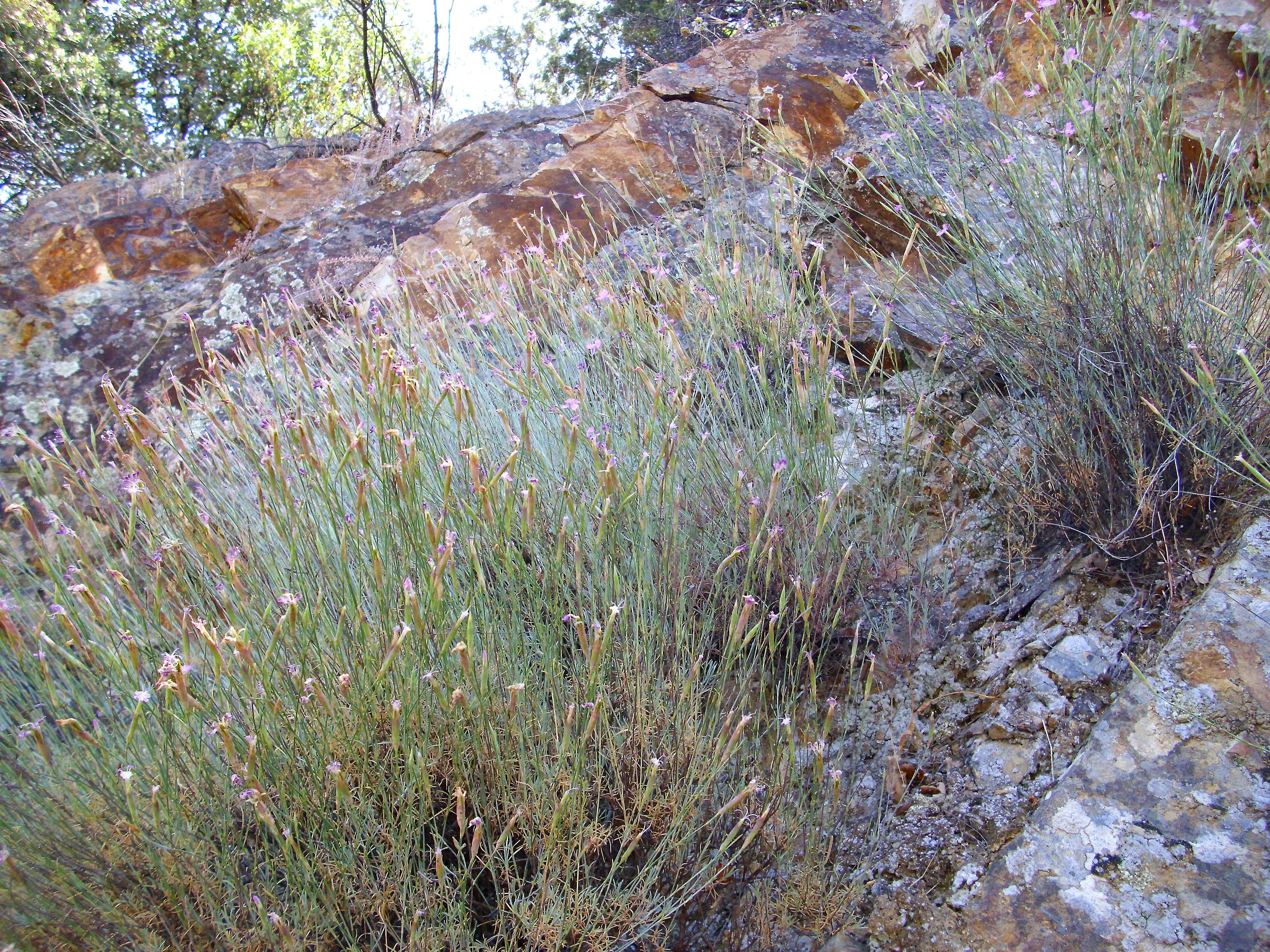
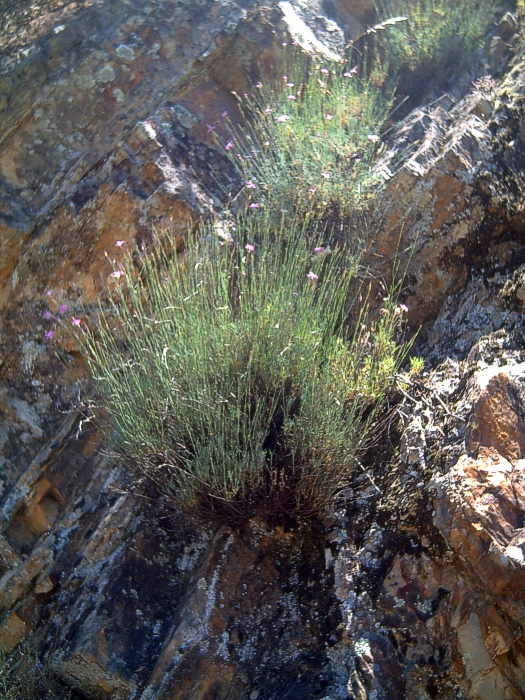
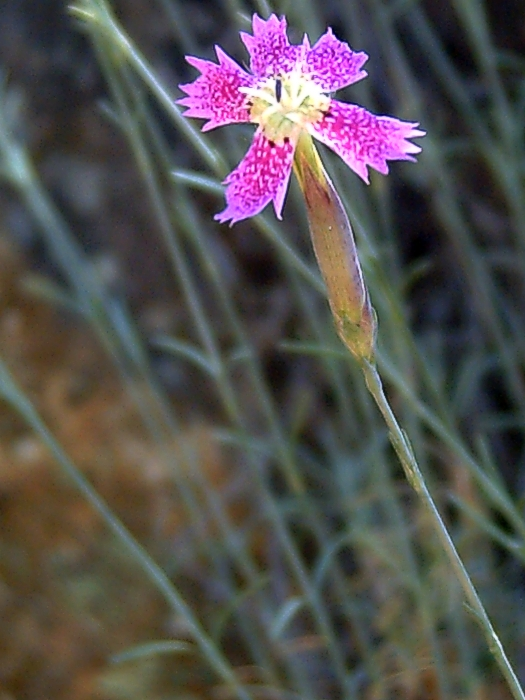
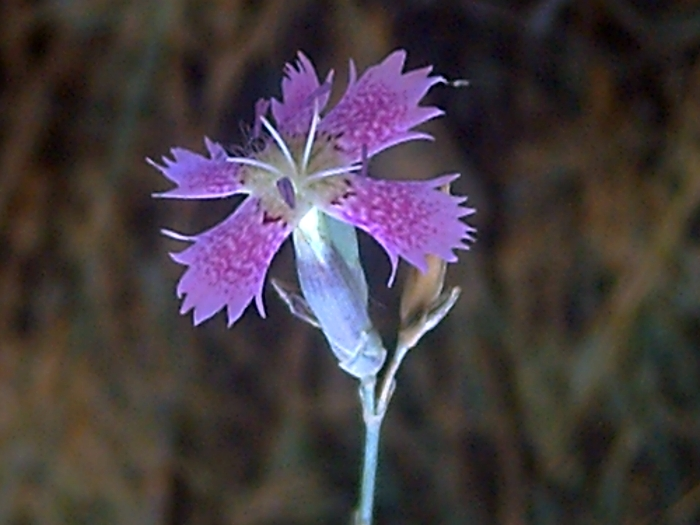